# Nørrelandsskolen
Nørrelandsskolen var en folkeskole i Holstebro, Danmark med 9 klassetrin, som alle havde to spor med undtagelse af 8. klasse, som var inddelt i 3 klasser. Dette skyldes at den ene 8. klasse var en speciel klasse, der satte fokus på scenekunst og drama.
Skolen havde 402 elever og 34 lærere i 2007. Skoleleder var Solveig Mogensen, og formand for skolebestyrelsen var Per Tornvig.
Skolen havde også en SFH og et fritidshjem lige ved siden af kaldet Bifrost.
Nørrelandsskolen lukkede i 2012 og blev slået sammen med Sønderlandsskolen.
I 2017 blev skolen officielt lukket og bygningen er bortforladt.
I 2021 begyndte nedrivningen af skolen. En lille del er fortsat specialkompetance skole mens resten er blevet til et boligområde med 68 boliger i ét og to plan.

## Historie
Nørrelandsskolen startede den 13. august 1959 med ca. 500 elever og 12 lærere. Børnehaveklasser blev først indført i 1970.
Skolen blev tegnet af arkitektfirmaet Skaarup & Jespersen fra København, som havde vundet den arkitektkonkurrence, som byrådet havde udskrevet. Først i foråret 1961 var den nye skole færdigbygget. Den 8. maj samme år blev skolen indviet. I august 1963 startede det nyoprettede Holstebro Gymnasium i lånte lokaler på Nørrelandsskolen. Gymnasiet flyttede til egne bygninger i 1967.
Indtil 1969 var lørdag en almindelig skoledag, men der efter indførte byrådet en 5-dages skoleuge. 
Nørrelandsskolen blev d. 19. oktober 2009 en PALS-skole.
Nørrelandsskolen blev i Januar 2010 kåret som Danmarks bedste skole.
Men Nørrelandsskolen lukkede den 1. august 2012 og skiftede navn til Sønderland, hvor de tog over.